# Panasonic (wielerploeg)

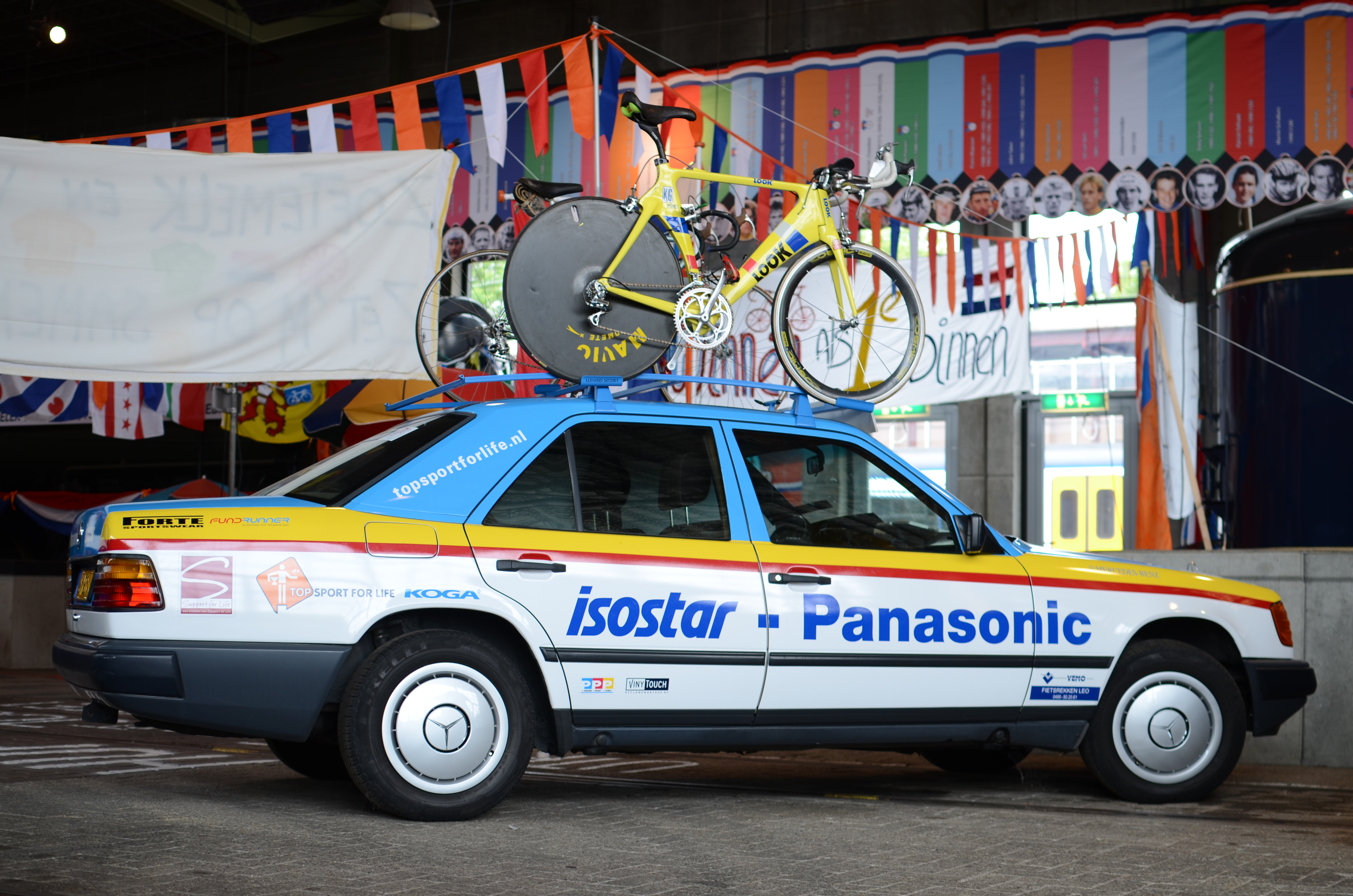
Karavaanwagen van Panasonic/Isostar.

Panasonic was een wielerploeg in de jaren '80 en begin jaren '90 die op een Nederlandse licentie reed. Peter Post en Jules de Wever waren de eerste ploegleiders. Daarmee was deze ploeg de voortzetting van Posts vorige, op Jan Raas gebaseerde ploeg TI-Raleigh; zeven renners maakten de overstap met Post. Fietsmerk Raleigh bleef ook twee jaar verbonden aan de Panasonicploeg en werd opgevolgd door de Eddy Merckx-fietsen (1986-87).
Later namen onder anderen Theo de Rooij en Walter Planckaert de rol van ploegmanager over. Het bedrijf Panasonic heeft door de jaren heen ook andere wielerploegen ge(co)sponsord, maar nooit met zoveel succes als met de Nederlandse equipe. Na 1992 werd de ploeg opgeheven.
In 1984 was de Australiër Phil Anderson de kopman. De Belgen Eric Vanderaerden en Eddy Planckaert waren andere bekende renners. Nederlandse renners in dat jaar waren onder anderen Steven Rooks, Peter Winnen, Henk Lubberding, Theo de Rooij en een nog jonge Gert-Jan Theunisse. Ook de al wat oudere Walter Planckaert reed nog voor de ploeg. In de Vlaamse voorjaarswedstrijden was de ploeg erg sterk en won vijf kasseienklassiekers. Ook werden er in dit jaar vijf etappekoersen gewonnen. Vanderaerden werd bovendien Belgisch kampioen op de weg.
In 1986 voegde Erik Breukink zich bij de ploeg, evenals Johan van der Velde en Teun van Vliet. Jean-Paul van Poppel reed twee seizoenen voor Panasonic (1989-1990), evenals Maurizio Fondriest (1991-1992).
Ploegleiders Planckaert en De Rooy en manager Post gingen na 1992 nog door bij de Histor-formatie, die in Novemail een nieuwe hoofdsponsor had gevonden. Veel renners, onder wie Vjatsjeslav Jekimov en Marc Sergeant, gingen met de ploegleiders mee.

## Belangrijkste overwinningen en ereplaatsen

### 1984
- Rund um den Henninger-Turm - Phil Anderson
- Kampioenschap van Zürich - Phil Anderson
- Kuurne-Brussel-Kuurne - Jos Lammertink
- Ronde van Vlaanderen - Johan Lammerts
- Ronde van Nederland - Johan Lammerts
- Driedaagse van De Panne - Bert Oosterbosch
- Omloop Het Volk - Eddy Planckaert
- Dwars door Vlaanderen - Walter Planckaert
- E3 Prijs Vlaanderen - Bert Oosterbosch
- Parijs-Brussel - Eric Vanderaerden
- Ster van Bessèges - Eddy Planckaert
- Ronde van België - Eddy Planckaert
- 6 etappes Ronde van Zwitserland - Bert Oosterbosch (1x) en Eddy Planckaert (1x), Eric Vanderaerden (3x) en Gerard Veldscholten (1x)
- 4 etappes Parijs-Nice - Bert Oosterbosch (2x) en Eddy Planckaert (2x)
- 2 etappes Tour de France - Eric Vanderaerden

### 1985
- Dauphiné Libéré - Phil Anderson
- Rund um den Henninger-Turm - Phil Anderson
- E3 Prijs Vlaanderen - Phil Anderson
- Ronde van Zwitserland + 3 etappes - Phil Anderson
- Ster van Bessèges - Guy Nulens
- Omloop Het Volk - Eddy Planckaert
- Dwars door Vlaanderen - Eddy Planckaert
- Gent-Wevelgem - Eric Vanderaerden
- Ronde van Vlaanderen - Eric Vanderaerden
- 2 etappes Ronde van België - Phil Anderson
- 3 etappes Ronde van Frankrijk - Eric Vanderaerden (2x), Johan Lammerts (1)
- Ronde van Nederland + 2 etappes - Eric Vanderaerden

### 1986
- Paris-Tours - Phil Anderson
- Nationaal Kampioenschap - Jos Lammertink
- Brabantse Pijl - Johan van der Velde
- Driedaagse van De Panne + 1 etappe - Eric Vanderaerden, 1 etappe - Eddy Planckaert
- Dwars door Vlaanderen - Eric Vanderaerden
- E3 Prijs Vlaanderen - Eric Vanderaerden
- 1 etappe Ronde van Frankrijk - Johan van der Velde
- 2 etappes Ronde van Italië - Johan van der Velde en Eric Van Lancker
- 2 etappes Parijs-Nice - Eric Van Lancker
- 3 etappes Ronde van Zwitserland - Guy Nulens, Eric Van Lancker en Erik Breukink
- Puntenklassement Ronde van Frankrijk - Eric Vanderaerden

### 1987
- Parijs-Roubaix - Eric Vanderaerden
- Gent-Wevelgem - Teun van Vliet
- Omloop Het Volk - Teun van Vliet
- E3 Prijs Vlaanderen - Eddy Planckaert
- Driedaagse van De Panne + 3 etappes - Eric Vanderaerden
- Milaan-Turijn - Phil Anderson
- Ronde van Nederland + 1 etappe - Teun van Vliet
- 3 etappes Ronde van Zwitserland - Peter Winnen, Teun van Vliet en Dietrich Thurau

### 1988
- Ronde van het Baskenland + - Erik Breukink
- Jongerenklassement Ronde van Frankrijk 1988 - Erik Breukink
- Critérium International + 1 etappe - Erik Breukink
- Dwars door Vlaanderen - John Talen
- Driedaagse van De Panne + 2 etappes - Eric Vanderaerden

### 1989
- Parijs-Roubaix - Jean-Marie Wampers
- Amstel Gold Race - Eric Van Lancker
- Veenendaal-Veenendaal - Jean-Paul van Poppel
- Scheldeprijs Vlaanderen - Jean-Marie Wampers
- Rund um den Henninger-Turm - Jean-Marie Wampers
- Driedaagse van De Panne + 2 etappes - Eric Vanderaerden
- Ronde van Ierland + 4 etappes + puntenklassement - Eric Vanderaerden
- proloog Tour de France - Erik Breukink
- 2 etappes Ronde van Italië - Jean-Paul van Poppel
- 4 etappes Ronde van Romandië - Erik Breukink (2x) en Urs Freuler (2x)
- 4 etappes Ronde van Nederland - Jean-Paul van Poppel (2x), Theo de Rooij en Eric Vanderaerden
- 4 etappes Tour de Trump - Eric Vanderaerden
- 2 etappes Ronde van Catalonië - Erik Breukink en Jean-Paul van Poppel
- 2 etappes Ronde van Zwitserland - Urs Freuler en Eric Vanderaerden

### 1990
- Parijs-Roubaix - Eddy Planckaert
- Luik-Bastenaken-Luik - Eric Van Lancker
- Scheldeprijs Vlaanderen - John Talen
- 1 etappe Ronde van Italië - Allan Peiper
- 2 etappes Tirreno-Adriatico - Eddy Planckaert en John Talen
- 3 etappes Ruta del Sol - Olaf Ludwig
- 3 etappes Tour de Trump - Olaf Ludwig
- 2 etappes Ronde van Romandië - Urs Freuler
- 1 etappe Ronde van Frankrijk - Olaf Ludwig
- Puntenklassement Ronde van Frankrijk - Olaf Ludwig

### 1991
- Wereldbeker - Maurizio Fondriest
- E3 Prijs Vlaanderen - Olaf Ludwig
- 2 etappes Ronde van Catalonië - Maurizio Fondriest
- 2 etappes Ronde van Ierland - Olaf Ludwig

### 1992
- Wereldbeker - Olaf Ludwig
- Amstel Gold Race - Olaf Ludwig
- Kampioenschap van Zürich - Vjatsjeslav Jekimov
- Scheldeprijs Vlaanderen - Wilfried Nelissen
- Kuurne-Brussel-Kuurne - Olaf Ludwig
- Dwars door Vlaanderen - Olaf Ludwig
- GP Fourmies - Olaf Ludwig
- Veenendaal-Veenendaal - Jacques Hanegraaf
- 4 etappes Ronde van Zwitserland - Wilfried Nelissen (2x) en Olaf Ludwig (2x)
- 2 etappes Dauphiné Libéré - Wilfried Nelissen
- 1 etappe Ronde van Frankrijk - Olaf Ludwig
- Jongerenklassement Ronde van Frankrijk - Eddy Bouwmans

## Cosponsors
- 1984-1986: Panasonic
- 1987-1989: Panasonic-Isostar
- 1990-1992: Panasonic-Sportlife